# Râul Valea Pietrelor, Birtin
Râul Valea Pietrelor este un curs de apă, afluent al râului Birtin. 

## Hărți
- Harta județului Hunedoara
- Harta munții Apuseni
- Harta munții Bihor